# William Z. Foster
William Z. Foster (Taunton, 25 febbraio 1881 – Mosca, 1º settembre 1961) è stato un politico e sindacalista statunitense.

## Biografia
Giovanissimo si trasferì con la famiglia a Philadelphia, dove a dieci anni lasciò la scuola per lavorare come apprendista idraulico; tre anni dopo abbandonò tale professione e venne assunto come operaio in una fabbrica di biacca. Nel corso dei successivi dieci anni lavorò nella costruzione di impianti di fertilizzanti a Reading e Jacksonville, come operaio edile in una ferrovia e dipendente di una segheria in Florida, come motorista del tram a New York, come boscaiolo e scaricatore di porto a Portland e come un marinaio. Nel 1901 aderì al Partito Socialista d'America e nel 1909 si iscrisse al sindacato radicale Industrial Workers of the World.
Foster divenne una figura di spicco all'interno del sindacato, di cui fu il rappresentante alla conferenza internazionale del lavoro tenutasi a Budapest nel 1911; tuttavia, nel corso degli anni si allontanò dall'IWW, che criticava per il suo scarso impegno nelle officine. Egli esortò la sinistra americana ad entrare nei sindacati AFL, piuttosto che fondare sindacati rivali, come la IWW aveva cercato di fare; denunciò inoltre la scelta elettorale - al posto di quella "sovversiva" - come un vicolo cieco che soffocava l'ardore rivoluzionario di questi gruppi convogliando le loro energie nella ricerca di un ruolo istituzionale, con tutti i compromessi che ciò comporta. Messo ormai in minoranza, Foster lasciò l'IWW e nel gennaio del 1912 formò la sua organizzazione lavorativa, il Syndicalist League of North America (SLNA).
Con il suo sindacato, Foster fu dei protagonisti degli scioperi ferroviari e metallurgici del 1919, che però si concludono con un nulla di fatto (ed anzi da quel momento gli viene vietato di lavorare nel settore ferroviario). Nel luglio 1921 Earl Browder lo invita ad assistere al primo congresso mondiale dell'Internazionale sindacale rossa, tenutosi a Mosca; al ritorno dal viaggio, Foster aderisce al giovane Partito Comunista degli Stati Uniti d'America, di cui fu portavoce nazionale dal 1924 al 1957. Fermo sostenitore di Stalin, nel 1928 fu favorevole all'espulsione dell'ala trotskista del movimento.
Fu per tre volte il candidato dei comunisti alle elezioni presidenziali statunitensi: nel 1924 (38 669 voti pari allo 0,1%), nel 1928 (48 551 preferenze, ancora 0,1%) e nel 1932 (103 307 suffragi pari allo 0,3%). Nel 1929 viene eletto segretario generale del CPUSA ma nel 1932, a seguito di un infarto, si dimette e viene sostituito da Earl Browder. Nel 1945, dopo il licenziamento di Browder, torna a prendere le redini del partito: si tratta uno dei periodi più difficili della storia del CPUSA, perché il senatore repubblicano Joseph McCarthy ha lanciato la "caccia alle streghe" contro i comunisti.
Durante il suo mandato, Foster è stato un forte sostenitore del Partito Comunista dell'Unione Sovietica e dell'Internazionale Comunista, difendendo l'eredità di Stalin dopo il controverso XX Congresso del PCUS e l'intervento sovietico in Ungheria, eventi del 1956. Visse gli ultimi anni della sua vita in esilio in Unione Sovietica, morendo a Mosca all'età di 80 anni.